# A Star Is Stillborn
A Star Is Stillborn è un film del 2014 diretto da Chris Moore.

## Trama
Frank Mancini, autista australiano, spinge i suoi figli nell'industria dello spettacolo per appagare così i suoi sogni deliranti di celebrità.

## Produzione
Il film è stato girato con un budget stimato di 500 dollari.